# Підгорне (Денисовський район)
Підго́рне (каз. Подгорный) — село у складі Денисовського району Костанайської області Казахстану. Входить до складу Свердловського сільського округу.
Населення —  (2021; 103 у 2009, 257 у 1999,  у 1989).